# Новопресненский переулок
Новопре́сненский переу́лок — улица в центре Москвы на Пресне между Зоологическим и Большим Тишинским переулками.

## Происхождение названия
До 1928 года — Новый Пресненский переулок. Назван в 1908 году по протекавшей здесь, а ныне заключенной в трубу, речке Пресне. Новым являлся по отношению к Пресненскому переулку.

## Описание
Новопресненский переулок начинается от Зоологического переулка напротив Волкова переулка у северо-западного угла Московского зоопарка, проходит на север параллельно Малой Грузинской, пересекает улицу Климашкина, заканчинается на Большом Тишинском переулке.

## Примечательные здания и сооружения
По нечётной стороне:
- № 3, строение 1 — Мособлглавснаб;
- № 11/7 — 5-этажный дом, самый ранний из сохранившихся домов Эрнста Нирнзее, отнесён к «ценным градоформирующим объектам». В результате нарушения техники безопасности при реконструкции дома в марте 2009 года произошло частичное обрушение внешних стен[2]

По чётной стороне:
- № 6А — Межшкольный учебный комбинат № 14 (Пресненский район).